# Fronteira (canção)
"Fronteira" é uma canção gravada pelos cantores brasileiros Ana Castela e Gustavo Mioto, presente no primeiro álbum ao vivo de Castela, Boiadeira Internacional (2024). A faixa foi lançada como single, ao lado de "Coração Bipolar", colaboração de Castela com Matheus & Kauan, e "Amizade Ou o Que", com Luan Pereira, em 17 de novembro de 2023, mesmo dia que foram incluídas no terceiro volume de músicas do disco.

## Promoção e lançamento
Na gravação do álbum em 15 de maio de 2023, "Fronteira" se tornou uma das faixas mais esperadas para ser lançadas, por se tratar de uma paceria entre Castela e Mioto, que são namorados. Uma vez que lançado, se tornou o destaque da terceira parte de Boiadeira Internacional.

### Desempenho comercial

#### Paradas semanais
| Tabela musical (2023-2024)      | Melhor posição |
| ------------------------------- | -------------- |
| Brasil (Billboard Brazil Songs) | 11             |
|                                 |                |